# カリオペ (小惑星)
カリオペ (22 Kalliope) は、太陽系の比較的大きな小惑星のひとつ。火星と木星の間の軌道を公転している。また衛星を持つ小惑星でもある。

## 命名
カリオペは1852年、イギリスの天文学者ジョン・ハインドによって発見され、当時のケンブリッジ天文台長ジョン・クーチ・アダムズによって命名された。
カリオペ（ラテン語読み、英語読みではカリオープ）とは、ギリシア神話の文芸を司る女神ムーサ（英語読みではミューズ）の九柱のうち、英雄叙事詩を司る女神カリオペ（カリオペー）に由来する。彼女の持ち物は書板と鉄筆である。

## 衛星
カリオペは衛星を持つ小惑星として知られている。2001年8月29日に発見されたこの衛星は、当初“S/2001 (22) 1”という仮符号がつけられていたが、現在ではリヌス ((22) Kalliope I Linus)) と命名されている。大きさは直径38 ±6 kmと見られ、1,065 km前後離れた軌道を公転している。なおリヌスはカリオペの息子リノスの名に由来する。現在のところ、衛星を持つ最も小惑星番号の若い小惑星である。
2006年11月8日、関東地方から東北地方にかけてカリオペとリヌスによる恒星の掩蔽がアマチュア天文家たちによって観測され、カリオペとリヌスの正確な大きさと位置が求められた。これは、掩蔽以外の方法により発見されていた小惑星の衛星を掩蔽によって観測した世界初の例である。2007年1月にも熊本県で掩蔽が観測されたが、この時はカリオペのみであった。